# Chaource
Chaource é uma comuna francesa na região administrativa de Grande Leste, no departamento de Aube. Estende-se por uma área de 31,06 km². Em 2010 a comuna tinha 1 070 habitantes (densidade: 34,4 hab./km²).